# Sensbachtal
Sensbachtal es un municipio situado en el distrito de Odenwald, en el estado federado de Hesse (Alemania). Su población estimada a finales de 2016 era de 951 habitantes.
Se encuentra ubicado al sur del estado, muy cerca de las fronteras con los estados de Baden Wurtemberg y Baviera.